# Кучи връх
Кучи връх (на албански: Maja e Qenit; черногорски и сръбски: Пасји врх, Pasji vrh) е връх в планината Богичевица, част от масива на Проклетия.
Намира се на границата между Косово и Черна гора, южно от летовището Кучище в Чакор.  Висок е 2405 м.